# Монтгомери-Филд
Аэропорт Монтгомери Филд (англ. Montgomery - Gibbs Executive Airport) (ИАТА: MYF, ИКАО: KMYF) — аэропорт в Сан-Диего, штат Калифорния, США. Аэропорт расположен в 10 километрах к северу от даунтауна Сан-Диего. Площадь аэропорта составляет 185 гектаров (456 акров). В аэропорту имеются три взлётно-посадочные полосы и три вертолётные площадки — одна общественная и две частные.
Аэропорт был назван в честь Джона Джозефа Монтгомери (1858—1911) — американского авиастроителя, который совершил первый в США пилотируемый полёт на самолёте тяжелее воздуха 28 августа 1883 года, вылетев из коммуны Отэй Меса на юге Сан-Диего . Вторая часть названия дана аэропорту в январе 2016 года в честь Уильяма Гиббса, основателя
аэропорта.
Аэропорт Монтгомери Филд является одним из самых загруженных общественных аэропортов предназначенных для малых самолётов. В нём располагаются несколько лётных клубов, и база для бизнес-джетов. Лётная школа King Schools располагается рядом и использует аэропорт для своих целей. Начиная с лета 2009 года King Schools (в сотрудничестве с компанией Cessna) проводила лётные испытания прототипа Cessna 162 Skycatcher в аэропорту Монтгомери Филд.